# (35983) 1999 NG5
1999 NG5 (asteroide 35983) é um asteroide da cintura principal. Possui uma excentricidade de 0.22535570 e uma inclinação de 11.74642º.
Este asteroide foi descoberto no dia 15 de julho de 1999 por Korado Korlević em Visnjan.